# Yann Le Puits
Yann Le Puits, né  à Étampes le 20 octobre 1951, est un écrivain français.

## Biographie
À l’âge de 25 ans, il avait déjà passé huit ans à l’étranger. Il s’installe en Touraine en 1976. Il a écrit des recueils de poèmes, de contes et nouvelles, des pièces de théâtre et des romans. Il fut le secrétaire de l’association Signature Touraine ou AET, Auteurs Éditeurs en Touraine, du 7 octobre 2010 au 26 décembre 2012. Il collabore aux revues Florilège, Regards, Flammes Vives, et Art et Poésie de Touraine. Il est Membre de la Société des Poètes Français, du Centre d’Études Supérieures de la Littérature, de la Société de Défense de la Langue Française et d’Art et Poésie de Touraine. Cet auteur parle cinq langues. 
En 2000, son livre Reprise des vides paraît chez Findakly. 

## À propos de ses livres
Dans les nouvelles et les romans de Yann Le Puits domine une atmosphère étrange. Cet auteur a aussi un sens aigu de l’humour et son style est souvent poétique.[Interprétation personnelle ?]
«  Son goût pour l’écriture ciselée, la profondeur déconcertante de ses nouvelles, l’actualité implicite de ses propos, son sens de l’humour, cette manière que l’intelligence a de ne pas se prendre au sérieux, son refus de flatter le lecteur pour lui complaire… m’ont amené à penser que Yann Le Puits est un écrivain. »
Jean-Pierre Lautman, spécialiste de Paul-Louis Courier.

«  Pour Yann Le Puits, l’écriture ressemble à une ascèse par laquelle, en travaillant sur les mots, leurs sonorités, leur sens ou leurs doubles sens, l’écrivain échappe à la réalité commune, au réalisme frileux du narrateur ordinaire. En vérité, Yann Le Puits est inclassable ».
François Tézenas du Montcel, Professeur de Lettres.

## Ouvrages
- Sous le regard des étoiles, 2012  (ISBN 978-2-84529-136-2) . Édition : Société des Poètes Français - 16 rue Monsieur le Prince - 75006 Paris (Préface de Christian Amstatt, illustrations de Pierre Vella)
- Entre muraille et canal, 2011  (ISBN 978-2-918892-00-7)
- Et passent les rats…, 2011  (ISBN 978-2-9529458-9-9)
- La légende des animaux, 2007  (ISBN 978-2-9529458-1-3)
- Paraboles, 2007  (ISBN 978-2-9529458-2-0)
- Écritures en miroirs, 2007  (ISBN 978-2-9529458-7-5)
- Hautes Sources, Vastes Estuaires, 2007  (ISBN 978-2-9529458-6-8)
- Pot-pourri tourangeau, 2007  (ISBN 978-2-9529458-6-8)
- Salle d'attente (théâtre), 2007  (ISBN 978-2-9529458-3-7)
- Au creux du Styx, 2007  (ISBN 978-2-9529458-4-4)
- Voyage au pays d'Haistybradu, 2007  (ISBN 978-2-9529458-5-1)
- Reprise des vides, 2001  (ISBN 2-86805-076-X)

## Articles et conférences
Partageant sa passion avec énergie, il participe à de nombreuses conférences, interviews et expositions, dans lesquels ses ouvrages et sa connaissance du monde littéraire sont mis en lumière. Il a écrit notamment des articles et/ou donné des conférences à propos des écrivains suivants : Jean Genet, Jean-Marie Laclavetine et Bernard Clavel.
- Juillet 2017 : Traduction d'un article anglais vers le français pour le Centre d'Etudes Supérieures de la Littérature. Cet article d'Elizabeth Sabiston, intitulé "Autour du monde en cinq décennies : voyage à la manière d'Ulysse à travers la poésie d'Hédi Bouraoui" (1966-2016) a été publié en français dans le numéro de printemps 2017 de la Revue CMC Review.
- Jeudi 23 avril 2015 : Contribution au colloque du Centre d’Études Supérieures de la Littérature, de La Riche: "Shakespeare dans Ulysse, de Joyce". La dimension mondiale de William Shakespeare, actes du colloque de La Riche 2015, publication du Centre d'Études Supérieures de la Littérature, sous la direction du Dr. ès Lettres Frédéric-Gaël Theuriau. Article de Yann Le Puits: Shakespeare dans Ulysse de Joyce ou l'homme de Stratford et ses faux doubles dublionois, pages 131 à 136. Éditions Nicole Vaillant,  (ISBN 978-2-916986-53-1)
- Samedi 12 avril 2014, James Joyce, Ulysse ou l’œuvre multidimensionnelle, conférence donnée au LAC (Atelier de Littérature Contemporaine) sous la Présidence de Mme Janine Carlat.
- Jeudi 6 février 2014 à Saint-Avertin, soirée consacrée à Bernard Clavel, dans le cadre des soirées littéraires organisées par Jean-Pierre Lautman. Textes choisis, explications fournies par Yann Le Puits.
- 22 et 23 septembre 2013, colloque à Sens, organisé par Frédéric-Gaël Theuriau, Directeur du Centre d’Études Supérieures de la Littérature, sur le thème La littérature prolétarienne au XIX et XX siècles. Intervention de Yann Le Puits : Bernard Clavel, chantre des classes laborieuses.
- Mars 2013 : Contribution à un ouvrage : Littérature prolétarienne aux 19e et 20e siècles, actes du colloque de Sens, sous la direction de Frédéric-Gaël Theuriau, pour le Centre d’Études Supérieures de la Littérature.  (ISBN 978-2-91-6986494)

Titre de l’article : Bernard Clavel, chantre des classes laborieuses, pages 53 à 62.
- Les 22 et 23 septembre 2012, il participa au colloque international de Sens, sur La littérature prolétarienne aux 19e et 20e siècles, sous la forme d’une communication intitulée Bernard Clavel, chantre des classes laborieuses.
- En septembre 2011, à Saint-Cyr-sur-Loire, sous le titre Sous le regard des étoiles, l’artiste allemande Ursel Buchwald choisit d’accompagner l’exposition de ses tableaux de poèmes écrits par Yann Le Puits et traduits en Allemand, par Karlheinz Buchwald.
- Le jeudi 24 mai 2007, à Saint-Cyr-sur-Loire, François Tézenas du Montcel, Agrégé de Lettres, alors Président de Vivre et l’écrire, présente au public tourangeau les livres de Yann Le Puits, qui répond aux questions du conférencier.
- Le 20 mai 2003, à Saint-Avertin (37), il est interviewé en public, par Jean-Pierre Lautman, alors Président de l’association culturelle Eclat de vie.

## Distinctions
- À l'occasion du concours littéraire "Le Parchemin d'Argent 2012", Yann le Puits obtient le premier prix d'honneur pour sa nouvelle Les rats du canal.
- Yann Le Puits obtient le Prix Aloysius Bertrand 2011 de la Société des poètes français pour son recueil Sous le regard des étoiles. Ce même recueil est arrivé trois fois en finale, la même année, dans les concours d’édition poétique de la Ville de Dijon, de la Fondation Blanchard et des éditions du Roseau.
- Le Second au Prix de la Fondation Yolaine et Stephen Blanchard, à Dijon, en 2000, pour Ligne de partage.